# All I Have
"All I Have" je duet američke pjevačice Jennifer Lopez s reperom LL Cool J-em. Objavljena je 11. veljače 2003. kao drugi singl s njenog albuma This Is Me... Then u izdanju Epic Recordsa.

## O pjesmi
Pjesma se temelji na pjesmi Debre Laws iz 1981. "Very Special". Laws nije bila obavještena o korištenju njezine pjesme zbog čega je 2003. godine tužila Sony Music Entertainment/Epic Records. Tužba je završila u korist Epic Recordsa jer je prema američkom zakonu dovoljna samo dozvola diskografske kuće za korištenje pjesama. Pjesma je na američkoj ljestvici singlova debitirala na 25. mjestu u zadnjem tjednu 2002. godine. Prvu poziciju je dosegla za mjesec dana. U drugim državama također je zabilježila veliki uspjeh. Pjesma se trebala zvati "I'm Good", ali je promijenjeno u "All I Have" zbog velike sličnosti s nazivom hita iz 2001. "I'm Real".

## Popis pjesama

### Maksi CD singl
1. "All I Have" (albumska verzija)[2]
2. "All I Have" (instrumentalna verzija)
3. "All I Have" (A capella)
4. "Still"
5. "Loving You"
6. "You Belong To Me"

## Videospot
Videospot za pjesmu snimljen je tijekom studenog 2002. godine pod redateljskom palicom Davea Meyersa u New Yorku, a objavljen je tijekom siječnja 2003. U videu Jennifer i LL Cool J glume bivše ljubavnike. Radnja videa odvija se tijekom blagdana. Na početku videa Jennifer ide k LL-u s poklonom, ali on nije kod kuće, pa Jennifer ostavlja dar ispod drva. Kasnije on uočava dar te shvati da je od Jennifer. Otvori ga i nađe zlatni ključ. Uzrujan prekidom veze baca ključ u kamin, a u isto vrijeme prijatelji pomažu Jennifer oko smještaja. Video je završen nešto prije Dana zahvalnosti, ali je objavljen u vrijeme Božića.

## Ljestvice
| Ljestvice (2003.)           | Pozicija |
| --------------------------- | -------- |
| Australija                  | 2        |
| Austrija                    | 38       |
| Belgija (Flandrija)         | 18       |
| Belgija (Valonija)          | 16       |
| Kanada                      | 6        |
| Nizozemska                  | 3        |
| Francuska                   | 29       |
| Njemačka                    | 19       |
| Irska                       | 7        |
| Italija                     | 13       |
| Novi Zeland                 | 1        |
| Švedska                     | 15       |
| Švicarska                   | 4        |
| Ujedinjeno Kraljevstvo      | 2        |
| SAD (Billboard Hot 100)     | 1        |
| SAD (Hot R&B/Hip-Hop Songs) | 4        |

## Certifikacije
| Država      | Certifikacija | Prodaja |
| ----------- | ------------- | ------- |
| Australija  | platinasta    | 70.000  |
| Novi Zeland | zlatna        | 7.500   |